# 松下一
松下 一（まつした ひとし / はじめ、1904年（明治37年）9月 - 1986年（昭和61年）4月12日）は、日本の内務・警察官僚。最後の官選愛媛県知事。

## 経歴
大阪府出身。第一高等学校を卒業。1927年12月、高等試験行政科試験に合格。1928年、東京帝国大学法学部法律学科を卒業。内務省に入省し長崎県属となる。
以後、長崎県警部、福島県事務官、滋賀県警察部警視、和歌山県警察部警視、千葉県警察部特別高等課長、兵庫県警察部特別高等課長、栃木県書記官学務部長、青森県書記官・警察部長、福岡県内務部長などを歴任。
1947年3月、前任の青木重臣が知事選に出馬のため辞任したことに伴い愛媛県知事に発令された。知事選挙を執行して同年4月に退任。その後公職追放となった。